# Arrondissement administratif de Courtrai
Pour les articles homonymes, voir Arrondissement de Courtrai.
L'arrondissement administratif de Courtrai (en néerlandais et officiellement, Kortrijk ; en flamand occidental, Kortryk) est un des huit arrondissements administratifs de la province de Flandre-Occidentale en Région flamande (Belgique). L'arrondissement a une superficie de 406,14 km2 et compte 304 450 habitants.
L'arrondissement est aussi bien un arrondissement administratif que judiciaire. Ce dernier comprend en plus la plus grande partie de l'arrondissement de Roulers (sauf les communes de Staden, Moorslede et Lichtervelde) et les communes les plus méridionales de l'arrondissement Tielt : Meulebeke, Dentergem, Oostrozebeke et Wielsbeke.

## Histoire
Il est l'héritier de l'arrondissement de Courtrai créé sous le Premier Empire qui cessa d'exister en tant qu'arrondissement français le 11 avril 1814.
En 1818, sous le royaume uni des Pays-Bas, le canton d'Avelgem a été transféré au nouvel arrondissement d'Avelgem, le canton de Menin au nouvel arrondissement de Menin, le canton de Roulers au nouvel arrondissement de Roulers, le canton de Meulebeke au nouvel arrondissement de Tielt et les cantons d'Ingelmunster et d'Oostrozebeke au nouvel arrondissement de Wakken.
En 1823, les arrondissements d'Avelgem et de Menin sont déjà supprimés et les cantons précédemment transférés reviennent à l'arrondissement de Courtrai.
Lors de la fixation définitive de la frontière linguistique en 1963, les communes de Mouscron, Luingne, Herseaux, Dottignies et le hameau du Risquons-Tout, qui dépendait de la commune de Rekkem, ont été transférés au nouvel arrondissement de Mouscron situé dans la province de Hainaut.

## Communes et leurs sections

### Communes
- Anzegem
- Avelgem
- Courtrai (Kortrijk)
- Deerlijk
- Espierres-Helchin (Spiere-Helkijn)
- Harelbeke
- Kuurne
- Lendelede
- Menin (Menen)
- Waregem
- Wevelgem
- Zwevegem

### Sections
- Aalbeke
- Anzegem
- Avelgem
- Bavikhove
- Bellegem
- Beveren
- Bissegem
- Bossuit
- Courtrai (Kortrijk)
- Deerlijk
- Desselgem
- Espierres (Spiere)
- Gijzelbrechtegem
- Gullegem
- Harelbeke
- Heestert
- Helchin (Helkijn)
- Heule
- Hulste
- Ingooigem
- Kaster
- Kerkhove
- Kooigem
- Kuurne
- Lauwe
- Lendelede
- Marke
- Menin (Menen)
- Moen
- Moorsele
- Otegem
- Outrijve
- Rekkem
- Rollegem
- Saint-Genois
- Tiegem
- Vichte
- Vive-Saint-Éloi (Sint-Eloois-Vijve)
- Waarmaarde
- Waregem
- Wevelgem
- Zwevegem

## Démographie
- Source:Statbel - De:1806 à 1970=recensement de la population au 31 décembre; depuis 1980= population au 1er janvier[1]